# Jairo Castillo
Jairo Fernando Castillo (San Andres de Tumaco, 17 november 1977) is een Colombiaans profvoetballer, die sinds 2011 onder contract staat bij CA Independiente. Zijn bijnaam luidt "El Tigre" ("De Tijger").

## Clubcarrière
Castillo begon zijn profloopbaan in 1994 bij América de Cali. In 2000 maakte hij de overstap naar Argentinië. Later speelde hij ook nog in Mexico, Spanje en Uruguay.

## Interlandcarrière
Castillo kwam 23 keer (vijf doelpunten) uit voor de nationale ploeg van Colombia in de periode 1999–2005. Hij maakte zijn debuut op woensdag 31 maart 1999 in de vriendschappelijke uitwedstrijd tegen Venezuela (0-0), net als doelman Agustín Julio (Independiente Santa Fe), Pedro Portocarrero (Independiente Santa Fe), Manuel Galarcio (Atletico Junior), Franky Oviedo (America de Cali), Johnnier Montaño (Quilmes), Héctor Hurtado (America de Cali), Gustavo Del Toro (Independiente Santa Fe)  en Orlando Ballesteros (Atletico Bucaramanga). Castillo won in 2001 met Colombia voor eigen publiek het toernooi om de Copa América.
| Interlanddoelpunten | Interlanddoelpunten | Interlanddoelpunten | Interlanddoelpunten   | Interlanddoelpunten | Interlanddoelpunten | Interlanddoelpunten | Interlanddoelpunten |
| №                   | Datum               | Locatie             | Wedstrijd             | Goal(s)             | Score               | Uitslag             | Wedstrijd           |
| ------------------- | ------------------- | ------------------- | --------------------- | ------------------- | ------------------- | ------------------- | ------------------- |
| 1                   | 26/04/2000          | La Paz              | Bolivia – Colombia    | 33'                 | 1 – 1               | 1 – 1               | WK-kwalificatie     |
| 2                   | 27/05/2000          | East Rutherford     | Colombia – Jamaica    | 31'                 | 1 – 0               | 3 – 0               | Oefeninterland      |
| 3                   | 15/08/2000          | Bogotá              | Colombia – Uruguay    | 72'                 | 1 – 0               | 1 – 0               | WK-kwalificatie     |
| 4                   | 02/09/2000          | Santiago            | Chili – Colombia      | 67'                 | 0 – 1               | 0 – 1               | WK-kwalificatie     |
| 5                   | 15/01/2005          | Los Angeles         | Colombia – Zuid-Korea | 41' (pen.)          | 1 – 0               | 2 – 1               | Oefeninterland      |

## Erelijst
Atlético Bucaramanga
- Primera División B

1995
 América de Cali
- Copa Mustang

1997, 2002 (A)
- Copa Merconorte

1999
 Defensor Sporting
- Primera División

2008